# Иванович, Игор (сербский футболист)
Игор Иванович (серб. Игор Ивановић; род. 28 июля 1997, Ягодина) — сербский футболист, полузащитник китайского клуба «Наньтун Чжиюнь».

## Карьера
Иванович — выпускник футбольной академии «Ягодины».
16 августа 2014 года полузащитник дебютировал в чемпионате Сербии во встрече с «Црвеной Звездой». В сезоне 2014/15 Иванович принял участие ещё в одном матче первенства. 23 сентября 2015 года Игор отметился первым забитым мячом, сравняв счёт в игре с «Войводиной».
Он был куплен в «Напредак» в августе 2017 года.
В январе 2020 года присоединился к солигорскому «Шахтёру». С белорусским клубом выиграл чемпионат 2020 и 2021 годов, а также cуперкубок Белоруссии по футболу 2021 года. В декабре 2022 года покинул клуб по окончании срока действия контракта.
В марте 2023 года футболист присоединился к казахстанскому клубу «Астана».

## Достижения
«Шахтёр» Солигорск
- Чемпион Белоруссии: 2020, 2021, 2022[a]
- Обладатель Суперкубка Белоруссии: 2021

«Тобол» Костанай
- Обладатель Кубка Казахстана: 2023
- Обладатель Суперкубка Казахстана: 2024